# Gastrochilus pseudodistichus
Gastrochilus pseudodistichus — многолетнее эпифитное травянистое растение семейства Орхидные.
Вид не имеет устоявшегося русского названия, в русскоязычных источниках используется научное название Gastrochilus pseudodistichus.

## Синонимы

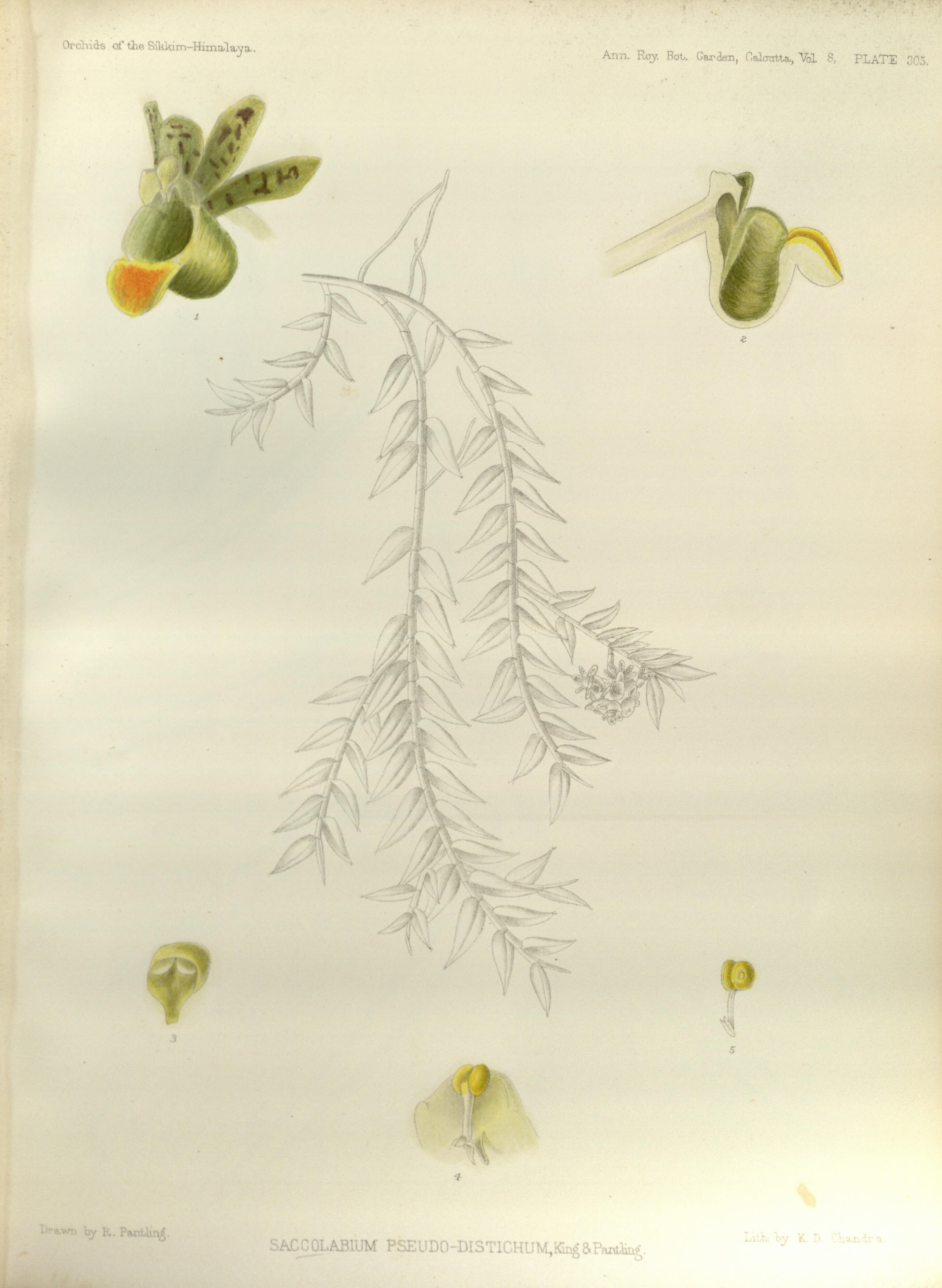
Gastrochilus pseudodistichus. Ботаническая иллюстрация из книги G. King and R. Pantling. «The Orchids of the Sikkim-Himalaya» 1898 г.

По данным Королевских ботанических садов в Кью. 

Гомотипные синонимы:
- Saccolabium pseudodistichum King & Pantl., 1895 basionym
- Saccolabium distichum var. pseudodistichum (King & Pantl.) Finet in H.Lecomte, 1913

Гетеротипные синонимы:
- Saccolabium hoyopse Rolfe ex Downie, 1925
- Gastrochilus hoyopsis (Rolfe ex Downie) Seidenf. & Smitinand, 1963

## Биологическое описание
Миниатюрное моноподиальное растение.
Цветки диаметром 4-8 мм. На цветоносе до 10 цветков.

## Распространение, экологические особенности
Ассам, восточные Гималаи, Таиланд и Вьетнам (Cao Bang, Ha Giang, Hoa Binh, Kon Tum; на высотах 1100—2300 метров над уровнем моря).
В природе редок. Растет в хвойных лесах на высотах 2100—2600 метров над уровнем моря.
Цветение (в Таиланде) — июнь.
Относится к числу охраняемых видов (II приложение CITES).

## В культуре
Температурная группа — умеренная. Наиболее предпочтительна посадка на блок.